# Mont Faron
El monte Faron (endotopónimo: Mont Faron en occitano) es una cumbre calcárea que culmina a 584 metros y domina la ciudad de Toló, al departamento francés del Var. Un teleférico, inaugurado el 1959, permite acceder a la cumbre desde la ciudad de Toulon. La cumbre, bastante plana, alberga un memorial del desembarco aliado en Provenza (operación Anvil Dragoon) y un parco zoológico especializado en la cría de felins.
La cumbre también es accesible por una carretera de un único sentido (la subida se hace al oeste de la montaña y el descenso por el este). Tanto la subida como el descenso ofrecen puntos de vista muy espectaculares sobre la rada de Toulon.

## Deporte
La cumbre del monte Faron es cita habitual en diversas carreras ciclistas, como por ejemplo la París-Niza o el Tour del Mediterráneo. La ascensión, desde Toulón, es de 5,5 kilómetros, en que se supera un desnivel de 494 metros con un desnivel mediano del 9 % y puntas de hasta el 11,4 %.